# Glynnis O’Connor
Glynnis O’Connor (* 19. November 1956 in New York City) ist eine US-amerikanische Schauspielerin.

## Leben und Wirken
Die Tochter eines Produzenten und einer Schauspielerin hatte schon als Teenager Kontakt zur Film- und Fernsehbranche geknüpft. Kurz vor ihrem 16. Geburtstag wurde die attraktive New Yorkerin für die weibliche Hauptrolle der anmutigen Ballettelevin und Halbwaisen Susan Rollins in der im Herbst 1972 in O’Connors Heimatstadt gedrehten Coming-of-age- und Initiationsgeschichte Jeremy verpflichtet. Glynnis O’Connor überzeugte in dieser zarten, nachdenklichen Erzählung von zwei Außenseitern, die (trotz einer dezent fotografierten Nackt- und Liebesszene) zu keiner Zeit selbstzweckhaft wirkt, durch ihr zurückhaltendes und doch pointiertes Spiel. Bei aller Gefühligkeit beider Protagonisten – als O’Connors Partner sah man den nahezu gleichaltrigen Robby Benson – rutschte diese Geschichte zweier scheuer Teenager und ihrer ersten großen Liebe, wohl nicht zuletzt aufgrund des Verzichts auf ein wohlfeiles Happy End, zu keiner Zeit in süßlichen Kitsch ab.
Trotz wohlwollender Kritiken für ihr Spiel vermochte Glynnis O’Connor in der Folgezeit daraus keinen echten Nutzen für ihre Schauspielkarriere zu ziehen. Sie erhielt unmittelbar nach der Uraufführung von Jeremy die weibliche Hauptrolle in der Fernsehserie Sons and Daughters und war 1975 in dem Kinofilm Die Verführung erneut an Bensons Seite zu sehen. Glynnis O’Connor bekam auch in der Folgezeit Hauptrollen angeboten – in der Reminiszenz an die Theaterwelt Deine Lippen, deine Augen verkörperte sie erneut eine Balletttänzerin – ohne mit diesen Filmen jedoch größeren Eindruck zu hinterlassen. Im Herbst 1980 kam die Künstlerin zu Dreharbeiten nach Bayern, um in dem einem realen Ereignis im Vorjahr nachempfundenen Ballonfluchtdrama Mit dem Wind nach Westen mitzuwirken. Sie verkörperte dort die ängstliche DDR-Flüchtige Petra Wetzel, Mutter zweier Kinder.
Nach der Titelrolle in der indifferenten Love Story Melanie, dem Ehefrauenpart in dem Amateurboxerdrama Zwei Fäuste für ein Baby und der Rolle der Air-Force-Krankenschwester Leola Mae, die sich in dem TV-Drama Why Me? nach einer schweren Gesichtsentstellung infolge eines Autounfalls mühsam ins Leben zurückkämpft, begannen ihre Rollen kleiner und unbedeutender zu werden. Trotzdem blieb Glynnis O’Connor weiterhin im Geschäft und spielte in der Folgezeit hauptsächlich in Fernsehproduktionen.
Die Schauspielerin ist verheiratet und hat zwei Töchter.

## Filmografie
Kinofilme, wenn nicht anders angegeben
- 1973: Jeremy
- 1974: Sons and Daughters (TV-Serie)
- 1974: All Together Now (TV)
- 1975: Die Verführung (Ode to Billy Joe)
- 1975: Baby Blue Marine
- 1976: The Boy in the Plastic Bubble (TV)
- 1976: Tödliche Rache (Kid Vengeance)
- 1977: Our Town (TV)
- 1977: Black Beauty (TV-Mehrteiler)
- 1978: Little Mo (TV)
- 1978: California Dreaming
- 1979: Der lange Treck (The Chisholms, TV-Serie)
- 1980: Deine Lippen, deine Augen (Those Lips, Those Eyes)
- 1980: My Kidnapper, My Love (TV)
- 1981: Buana – Die weißen Löwen von Timbawati (The White Lions)
- 1981: Melanie
- 1982: Mit dem Wind nach Westen (Night Crossing)
- 1982: Zwei Fäuste für ein Baby (The Fighter)
- 1983: Why Me? (TV)
- 1984: Augen in der Dunkelheit (Love Leads the Way: A True Story, TV)
- 1984: Johnny G. – Gangster wider Willen (Johnny Dangerously)
- 1984: Sins of the Father (TV)
- 1985: Alptraum des Grauens (The Deliberate Stranger, TV)
- 1987: Kampf um Liebe (A Conspiracy of Love) (TV)
- 1988: Der Polizistenmörder (Police Story: Cop Killer, TV)
- 1988: Eine tödliche Affäre (Too Good to be True, TV)
- 1990: Kojak: Flowers for Matty (TV)
- 1992: Alptraum ohne Erwachen (Nightmare in the Daylight, TV)
- 1992: Die Staatsanwältin und der Cop (Reasonable Doubts, TV-Serie)
- 1994: Der Giftmörder (Death in Small Doses, TV)
- 1995: Lucky im Glück Past the Bleachers (TV)
- 1995: Sommer der Angst (Summer of Fear, TV)
- 1997: Ellen Foster – Ein Kind kämpft um sein Glück (Ellen Foster, TV)
- 1998: Von Schuld getrieben (Saint Maybe, TV)
- 1998–2004: Law & Order (TV-Serie)
- 2006: Graduation
- 2008: P.J.
- 2010: The Trouble With Cali
- 2011: Our Last Days as Children